# Blue Mountains
A cidade de Blue Mountains é uma área de governo local de Nova Gales do Sul, Austrália. A cidade está localizada na cordilheira das Montanhas Azuis, a oeste de Sydney.